# Yang Se-chan
Đây là một tên người Triều Tiên, họ là Yang.
Yang Se-chan (tiếng Hàn: 양세찬; sinh ngày 8 tháng 12 năm 1986) là một diễn viên hài người Hàn Quốc. Tháng 4 năm 2017, Yang Se-chan cùng với Jeon So-min được thêm vào danh sách thành viên chính thức của chương trình truyền hình thực tế Running Man.

## Đời tư
Nam diễn viên hài nổi tiếng với các biệt danh anh em Dongdukchon Talai, Gangsu, MC Ssep Ssep, và Yang Ax. Anh ra mắt lần đầu với tư cách một diễn viên nhạc kịch vào năm 2003 cùng nhóm "Uwonye" và "Triple Axel". Hai năm sau, năm 2008, Se-chan ra mắt với album 'Only One' như một ca sĩ. Người anh trai Yang Se-hyung của Se-chan cũng là một diễn viên hài và hiện là thành viên chính thức của chương trình Thử Thách Cực Đại.

## Sự nghiệp diễn xuất

### Truyền hình thực tế
| Năm        | Ngày phát sóng          | Tên chương trình              | Tên tiếng Hàn           | Kênh phát sóng | Vai trò            | Ghi chú                                               |
| ---------- | ----------------------- | ----------------------------- | ----------------------- | -------------- | ------------------ | ----------------------------------------------------- |
| 2016       |                         | Running Man                   | 런닝맨                  | SBS            | Khách mời          | Tập 321, 323                                          |
| 2016       |                         | Chúng ta đã kết hôn           |                         | MBC            |                    | Cặp đôi Chuseok cùng với Park Na-rae (tập 338)        |
| 2017       | 14 tháng 4 – 12 tháng 5 | Living Together in Empty Room | 발칙한 동거 – 빈방 있음 | MBC            | Thành viên         | Tập 1–4 (tham gia cùng Brave Brothers và Jeon So-min) |
| 2017       |                         | Food Map 3                    |                         | MBCevery1      |                    | Thành viên chính thức (tập 1 – nay)                   |
| 2017       |                         | Thinking About My Bias        |                         | MBC            | Khách mời          |                                                       |
| 2017 ~ nay | 16 tháng 4 đến nay      | Running Man                   | 런닝맨                  | SBS            | Thành viên cố định | Tập 346 ~ nay                                         |

### Phim truyền hình
| Năm  | Tên phim                            | Tên tiếng Hàn  | Vai diễn    | Ghi chú        | Tham khảo |
| ---- | ----------------------------------- | -------------- | ----------- | -------------- | --------- |
| 2019 | Top Star U-back (Top Star Yoo Baek) | 톱스타 유백 이 | Tài xế taxi | Cameo (tập 11) |           |

## Sự nghiệp âm nhạc

### EP hợp tác
| Ca khúc thể hiện   | Thời gian phát hành | Nghệ sĩ hợp tác                                                                         | Album                                      | Tham khảo |
| ------------------ | ------------------- | --------------------------------------------------------------------------------------- | ------------------------------------------ | --------- |
| "I Like It" (좋아) | 22 tháng 9 năm 2019 | Yoo Jae-suk, Jee Seok-jin, Kim Jong-kook, Haha, Song Ji-hyo, Lee Kwang-soo, Jeon So-min | Running Man Fan Meeting: Project Running 9 | [ 7 ]     |

## Hoạt động khác

### Quảng cáo
| Năm  | Tên công ty | Tên sản phẩm/dịch vụ                         | Loại sản phẩm/dịch vụ                   | Nghệ sĩ hợp tác | Tham khảo          |
| ---- | ----------- | -------------------------------------------- | --------------------------------------- | --------------- | ------------------ |
| 2020 | GS25        | Dịch vụ giao hàng tại cửa hàng tiện lợi GS25 | Dịch vụ giao hàng tại cửa hàng tiện lợi | Jeon So-min     | [ 8 ] [ 9 ] [ 10 ] |

## Giải thưởng và đề cử
| Năm  | Giải thưởng                                                         | Hạng mục                                                       | (Những) Người / Tác phẩm được đề cử | Kết quả   | Tham khảo            |
| ---- | ------------------------------------------------------------------- | -------------------------------------------------------------- | ----------------------------------- | --------- | -------------------- |
| 2008 | Lễ trao giải SBS Entertainment Awards                               | Diễn viên hài xuất sắc nhất                                    |                                     | Đoạt giải |                      |
| 2017 | Giải thưởng Giải trí SBS lần thứ 11 (11th SBS Entertainment Awards) | Giải thưởng Ngôi sao toàn cầu (với các thành viên Running Man) | Running Man                         | Đoạt giải | [ 11 ] [ 12 ] [ 13 ] |
| 2019 | Giải thưởng Giải trí SBS lần thứ 13 (13th SBS Entertainment Awards) | Giải thưởng xuất sắc (Hạng mục Chương trình/Tạp kỹ)            | Running Man                         | Đoạt giải | [ 14 ]               |
| 2020 | Giải thưởng Giải trí SBS lần thứ 14 (14th SBS Entertainment Awards) | Giải Nội dung Vàng (với các thành viên Running Man)            | Running Man                         | Đoạt giải | [ 15 ]               |
| 2021 | Giải thưởng Giải trí SBS lần thứ 15 (15th SBS Entertainment Awards) | Giải thưởng xuất sắc hàng đầu (Hạng mục Tạp kỹ)                | Running Man                         | Đoạt giải | [ 16 ]               |